# Sikosaari (ö i Päijänne-Tavastland, Lahtis, lat 61,29, long 25,11)
Sikosaari är en ö i Finland. Den ligger i sjön Jamoinjärvi och i kommunen Padasjoki i den ekonomiska regionen  Lahtis ekonomiska region  och landskapet Päijänne-Tavastland, i den södra delen av landet, 120 km norr om huvudstaden Helsingfors. Öns area är 4,6 hektar och dess största längd är 410 meter i nord-sydlig riktning.